# Túnel de Búbal
El túnel de Búbal se encuentra en el pirineo aragonés, muy cerca de la frontera con Francia. Fue construido en la década de 1960 y su construcción fue motivada por la construcción del embalse de Búbal (63 hm³) el cual fue inaugurado en 1971.
El túnel en un primer momento sirvió fundamentalmente para realizar la propia construcción del embalse. Una vez finalizada la obra, el túnel, además de para acceder a la presa, sirve para comunicar la localidad de Hoz de Jaca, situada en la margen izquierda del río Gállego, con la A-136 situada en la margen derecha del río y del embalse. El túnel se encuentra en la margen derecha de la presa y desemboca directamente en el coronamiento de la presa que es utilizado por la carretera HU-V-6104 para acceder a la citada Hoz de Jaca, localidad donde existe un impresionante mirador del embalse semicolgado en el vacío.

## Características
Se trata de un túnel carretero, monotubo, de 120 metros de longitud y dos carriles.